# Startijenn

Startijenn au Festival Yaouank en 2017.

Startijenn (« plein d'énergie » en breton) est un groupe de musique bretonne fondé en 1997 près de Brest. Ils se produisent aussi bien en concert qu'en fest-noz.
Avec sept albums, ils obtiennent des récompenses et se produisent régulièrement sur les scènes des grands festivals en Bretagne et donnent également des concerts en France aussi bien qu'à l'étranger.

## Historique

### 1997-2005: formation
Startijenn voit le jour en avril 1997 au collège Diwan du Relecq-Kerhuon près de Brest. Le groupe se forme de quatre collégiens tous bretonnants et alors âgés de treize ans : Tangi Oillo (guitare), Youenn Roue (bombarde), Konogan An Habask (biniou kozh), Tangi Ropars (accordéon chromatique). En 1998, Tangi Le Gall-Carré remplace Tangi Ropars à l'accordéon diatonique.
Les quatre musiciens se retrouvent ensemble au lycée Diwan de Carhaix. En novembre 2004, le groupe devient quintet avec l'arrivée de Kaou Gwenn aux percussions.

### 2006-2007: le premier opus
En avril 2006, Startijenn sort son premier disque éponyme distribué par Coop Breizh et se fait remarquer sur scène dans des festivals comme le Festival des Vieilles Charrues, Les Tombées de la nuit, Les Jeudis du port à Brest ou Yaouank à Rennes. Ils se produisent en Slovaquie et en Pologne en juin 2006. En 2007, le groupe fête ses dix ans de scène, en jouant notamment au Festival de Cornouaille à Quimper.

### 2008-2009:Pakit Holl!
En mai 2008 sort Pakit Holl (« Attrapez tous »), deuxième album de Startijenn, produit par Paker Prod, réalisé par Stéphane de Vito (ancien bassiste d'Ar Re Yaouank) et toujours distribué par Coop-Breizh. Le groupe continue de s'exporter et se produit en Suisse, en Pologne, en Allemagne, ainsi qu'aux Pays-Bas.
En mai 2009 ils reçoivent le Grand prix du disque Produit en Bretagne 2009 dans la catégorie « Musiques bretonnes » pour Pakit Holl ! et également un prix coup de cœur avec Musiques et Danses en Finistère.

### 2010-2011:Kreiz da fas
En novembre 2010 sort Kreiz da fas, leur troisième album studio. La sortie de cet album est fêtée lors du Festival Yaouank à Rennes devant 7000 personnes. Ce concert a fait l'objet d'une captation télé diffusée sur TV Rennes, Tébéo et Ty Télé.
Ils sont de nouveau primés par le Grand prix du disque Produit en Bretagne dans la catégorie « Musiques bretonnes », en mai 2011. Avec l'arrivée de Julien Stévenin à la basse en 2011 le groupe devient un sextet.
La tournée qui suit la sortie de l'album les fait passer par les Pays-Bas et la Belgique. Il se produisent en juillet 2011 sur la scène du Rainforest World Music Festival sur l'île de Bornéo en Malaisie

### 2012-2014:El-TaQa

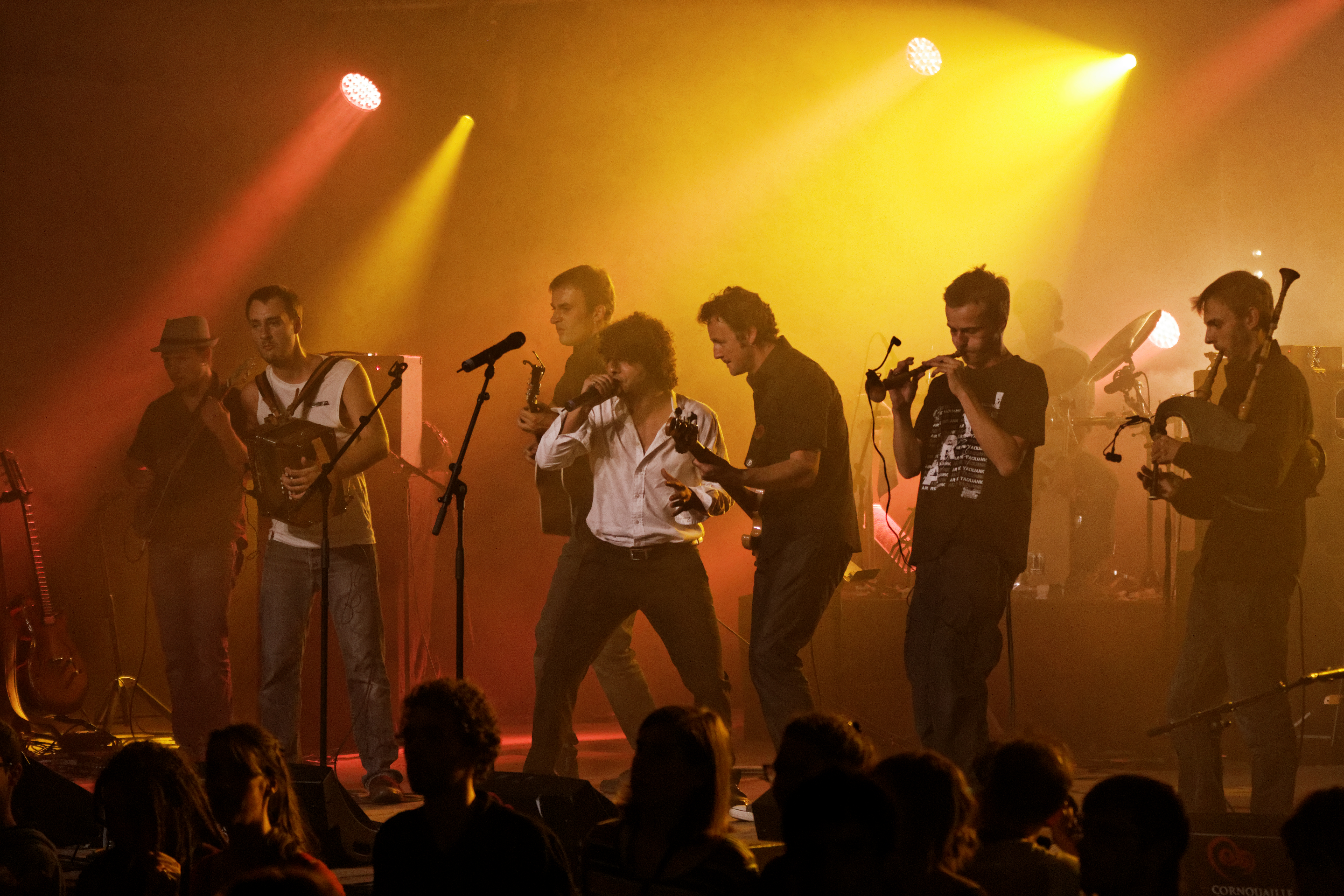
Startijenn avec la création El-TaQa, pour fêter 15 ans de scène au festival de Cornouaille 2013.

Fin 2012, Startijenn fête ses 15 ans de scène avec une nouvelle création « El-TaQa » avec comme invités : le chanteur de raï Sofiane Saïdi, le percussionniste Jérôme Kerihuel, le guitariste Erwan Moal et le bassiste Erwan Volant. La mise en scène est confiée à Jean-Pierre Riou (Red Cardell). Ce spectacle est créé en résidence à La Carène (salle des musiques actuelles de Brest) où a lieu le premier concert le 24 octobre 2012. Le concert donné au festival Yaouank 2012 à Rennes, devant 7000 spectateurs fait l'objet d'une captation vidéo diffusée sur les chaînes bretonnes.
En juin 2013 Konogan An Habask quitte le groupe pour se consacrer uniquement à son projet solo. Il est remplacé par Lionel Le Page au biniou et uillean-pipes. Le concert du 20 juillet 2013 au Festival des Vieilles Charrues est diffusé sur France 3 Bretagne ainsi que sur France Bleu Breizh Izel.
En novembre 2013 sort Startijenn El-TaQa, leur quatrième album enregistré en public notamment au Festival des Vieilles Charrues, Cornouaille, Interceltique et Yaouank. La sortie de cet album est fêtée lors d'une soirée anniversaire géante au CAC (Centre des Arts et de la Culture) de Concarneau le 2 novembre 2013.

### 2015:Skeud
Le 5 mai 2015, le groupe sort un nouvel album studio dans sa formule originale à 6 musiciens : Skeud (ombre ou reflet en breton) comprend 11 compositions originales mêlant musiques de fest-noz débridées et énergie rock.
À la suite de la sortie de ce nouvel album le groupe se produira entre autres à La Carène à Brest, au festival de Kleg, au festival de Cornouaille, au Dañs ar Vag, au festival Interceltique de Lorient, Festival Sauga Folk Colindres - Espagne, Folkhrbst Plauen - Allemagne.
Le 21 novembre 2015 le groupe se produit au festival Yaouank à Rennes. Ce concert est filmé puis diffusé par France 3 et les chaînes locales bretonnes (Tébéo, TV Rennes, Tébésud). Ce sera la dernière date de Kaou Gwenn aux percussions qui décide de quitter le groupe pour se consacrer à d'autres projets.

### 2016:Live
Le 8 janvier, Startijenn se produit pour la première de sa nouvelle formule à cinq musiciens à Brest dans une salle comble. Il s'ensuit une série de concerts et festoù-noz en Bretagne ainsi qu'en France. En parallèle, la création Startijenn El-TaQa est rejouée au Festival Roue Waroch à Plescop (56) ainsi qu'au festival TFF Rudolstadt (Allemagne).
Lors de sa tournée d'été 2016, Startijenn enregistre en public un album live, Paker Tour, sorti le 17 novembre 2016 chez Paker Prod et distribué par Coop Breizh. Une douzaine de concerts est enregistrée, en fest-noz (Rostrenen, Gourin...) et festivals comme le FIL ou les Filets bleus de Concarneau.

### 2017 -2018:20 ans
Au début de 2017, la tournée des 20 ans de Startijenn commence, à la suite de la sortie de l'album Paker Tour - Live.
Outre de nombreux fest-noz et festivals en Bretagne, ils passent par la Belgique, l'Allemagne, la Pologne.
En mai 2017, ils effectuent une tournée de 8 concerts en Chine (Shangaï, Pekin, Quingdao, Jinan) 
Le 4 novembre 2017, ils fêtent leur 20 ans leur d'une soirée anniversaire en compagnie de nombreux invités sur scène à leurs côtés. Avec 11 groupes de musique bretonne actuelle au programme, cette soirée a lieu à guichets fermés devant 2000 spectateurs à l'Espace Avel Vor de Plougastel-Daoulas.
La tournée 2018 les voit se produire principalement en Bretagne, en France ainsi qu'en Belgique avec plus de 40 concerts, festivals et fest-noz.

### 2019 - 2021
La tournée 2019 (45 dates) les mène en Bretagne (Festival les Vieilles-Charrues, Roue Waroch, Kleg, Gouel Broadel ar Brezhoneg), France (Festival les Traversées Tatihou, Le métronum - Toulouse), ainsi qu'en Italie (Festival Lo Spirito del Pianeta - Chiuduno, Bergame), Espagne (FIG de Villaviciosa, Asturies), Danemark (Tønder Festival) et l'Écosse (The Lemon Tree, Aberdeen).
Une rencontre entre Startijenn et Cyril Atef à la batterie, voix et éléctronique (-M-, Bernard Lavilliers, Alain Bashung, Salif Keita, Olympic Gramofon, Bumcello) a lieu le 16 février 2019 lors du Festival Roue Waroch de Plescop. Ils se produisent également sous cette formule au Festival des Vieilles-Charrues le 20 juillet 2019.
Ils sont invités à se produire à Aberdeen en Écosse par le groupe Old Blind Dogs pour une rencontre Écosse-Bretagne dans le cadre de The Northern Arc le 07 septembre 2019.
Le 10 février 2020 sort un EP de Startijenn & Cyril Atef enregistré au festival des Vieilles-Charrues. Il est diffusé sur les plateformes de streaming et en video sur YouTube .
Une tournée en Australie a lieu en février-mars 2020 (Port Fairy Folk Festival, Cobargo, Canberra, Melbourne). Elle est interrompu par la pandémie de Covid, le Blue Mountains Festival étant annulé au dernier moment.
Durant la période de confinement le groupe participe au premier programme d’échange international Global Music Match pour représenter la Bretagne sur les réseaux parmi une sélection de 96 groupes du monde entier à l’initiative des bureaux export Showcase Scotland (Écosse), Sounds Australia (Australie) et ECMA (Canada),. Ils en profitent pour publier une video qui présente le groupe et son parcours .
Startijenn se produit pour plusieurs concert en livestream sans public : « fest-noz kalanna » diffusé sur les chaines Tv bretonnes  ou encore Hands up for Trad pour l'International music Day en Écosse.
Le groupe reprend le chemin de la scène devant du public à l’été 2021 pour une série de 7 dates dont, le festival Het Lindeboom à Loon-Plage avec Cyril Atef et le Festival Interceltique de Lorient .

### 2022: Talm Ur Galon
En octobre 2021, le groupe annonce travailler sur un nouveau concert et la sortie d'un nouvel album. Ce nouveau spectacle est travaillé en résidence en Bretagne à Amzer Nevez à Plœmeur, Le Sémaphore à Trébeurden, L'espace Glenmor à Carhaix ainsi qu'au Novomax à Quimper.
Le 14 mars 2022 sort le single single "skilfoù an noz" (les griffes de la nuit) ainsi qu'un clip réalisé par Yannick Derennes. Le clip présente les cinq musiciens de Startijenn de la manière la plus simple et directe possible dans un registre live plein d’énergie avec Youenn Roue au chant en breton.
Le 04 avril 2022 sort l'album "Talm Ur Galon" produit par le label Paker Prod. Porté par ses émotions, Startijenn se dévoile sous un jour nouveau, inattendu, et réussit le tour de force d’être à la fois grand public et expérimental.
La tournée « Talm Ur Galon » s'ensuit, plus de 40 dates sur l'année 2022 aussi bien en concert (Studio de l'Ermitage à Paris), en festival (Festival Dranouter en Belgique, Interceltique de Lorient, Cornouaille Quimper, Yaouank) ainsi qu'en fest-noz.
Le 30 septembre 2022 sort le clip "Talm Ur Galon" tourné au Novomax à Quimper.
Le groupe est dans la sélection officielle des showcases du Womex (World Music Expo), du 19 au 22 octobre à Lisbonne au Portugal. Il se produisent sur la scène du Capitolio et leur concert est enregistré et diffusé par la chaine TV portugaise RTP2.
Le concert donné au Festival Yaouank à Rennes le 19 novembre fait l'objet d'une captation TV par les chaines France Télévisions, TVR, Tébéo et Tébésud.
Le groupe participe au festival Celtic Connections à Glasgow (Écosse) en janvier 2023. Il participe également au Showcase Scotland, .
En mars 2023 le groupe part en tournée en Australie pour sept concerts (Port Fairy Folk Festival, Cobargo Folk Festival, Melbourne).
La tournée 2023 les voit se produire également en Espagne (Festival de Ortigueira, Folk Ayer, Festival Musika Bizian) et en Allemagne (Festival Speyerer Gitarrensommer) ainsi qu'en France (MaMa Paris, Les Traversées Tatihou, Interceltique de Lorient, Les petites folies...)
Lionel Le Page décide décide de partir vers de nouvelles aventures et fait sa dernière date avec Startijenn à Gand (Belgique) le 23 février 2023. Il est remplacé par Yoann An Nedeleg au biniou et uillean pipes.
La tournée 2024 de Startijenn est marquée par des concerts et festivals dans plusieurs pays, dont la Belgique, le Luxembourg, la Finlande, l’Italie, l’Espagne, et jusqu'à New York aux États-Unis. Le groupe a également participé à divers festivals en Bretagne (Filets Bleus, Kleg, Festival du Roi Arthur...) ainsi qu'à de nombreux festoù-noz.

## Membres

### Membres actuels
- Tangi Oillo : guitare (depuis 1997)
- Youenn Roue : bombarde (depuis 1997)
- Tangi Le Gall-Carré : accordéon diatonique (depuis 1998)
- Julien  Stevenin : guitare basse (depuis 2011)
- Yoann An Nedeleg : biniou kozh, uilleann pipes (depuis 2024)

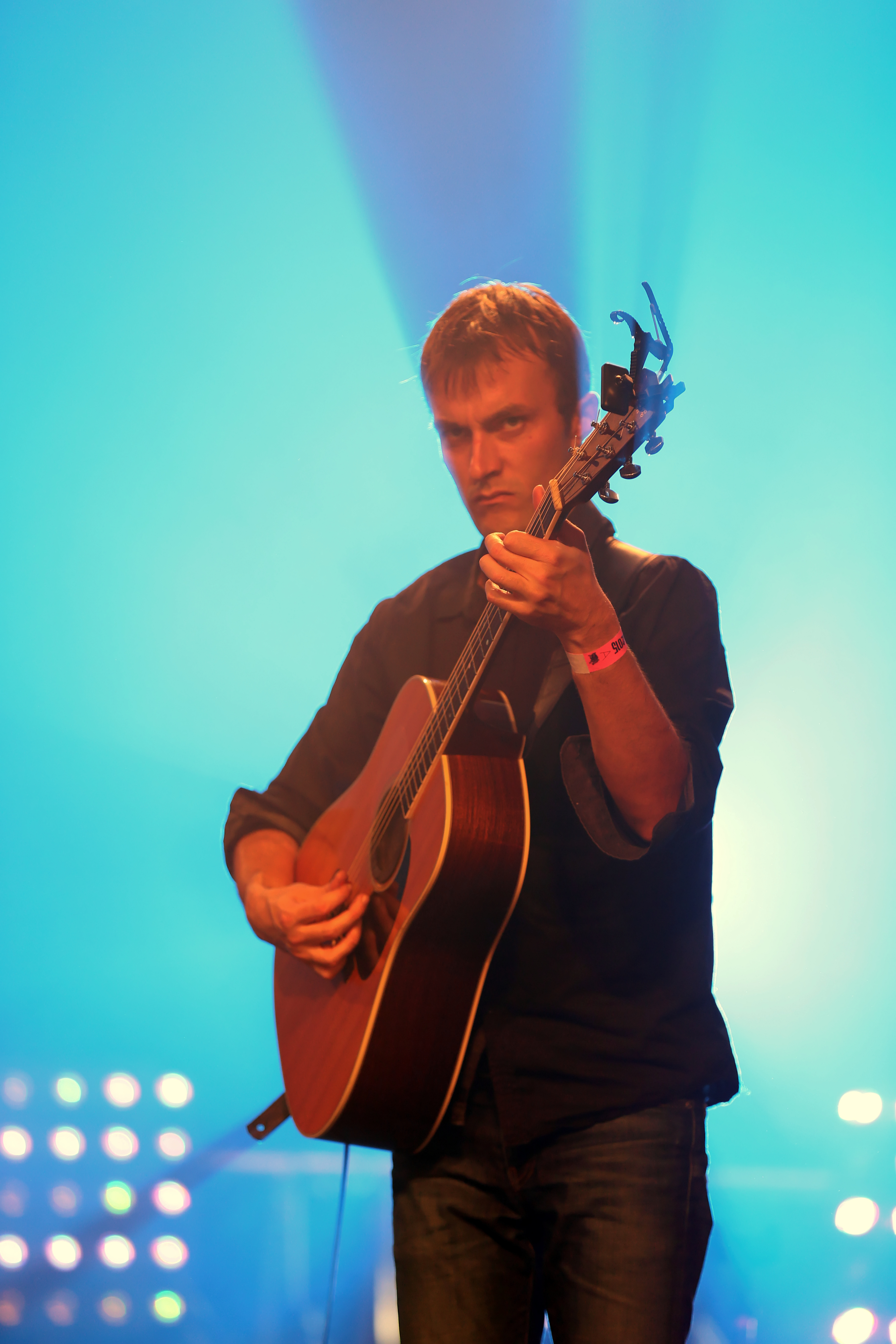
Tangi Oillo
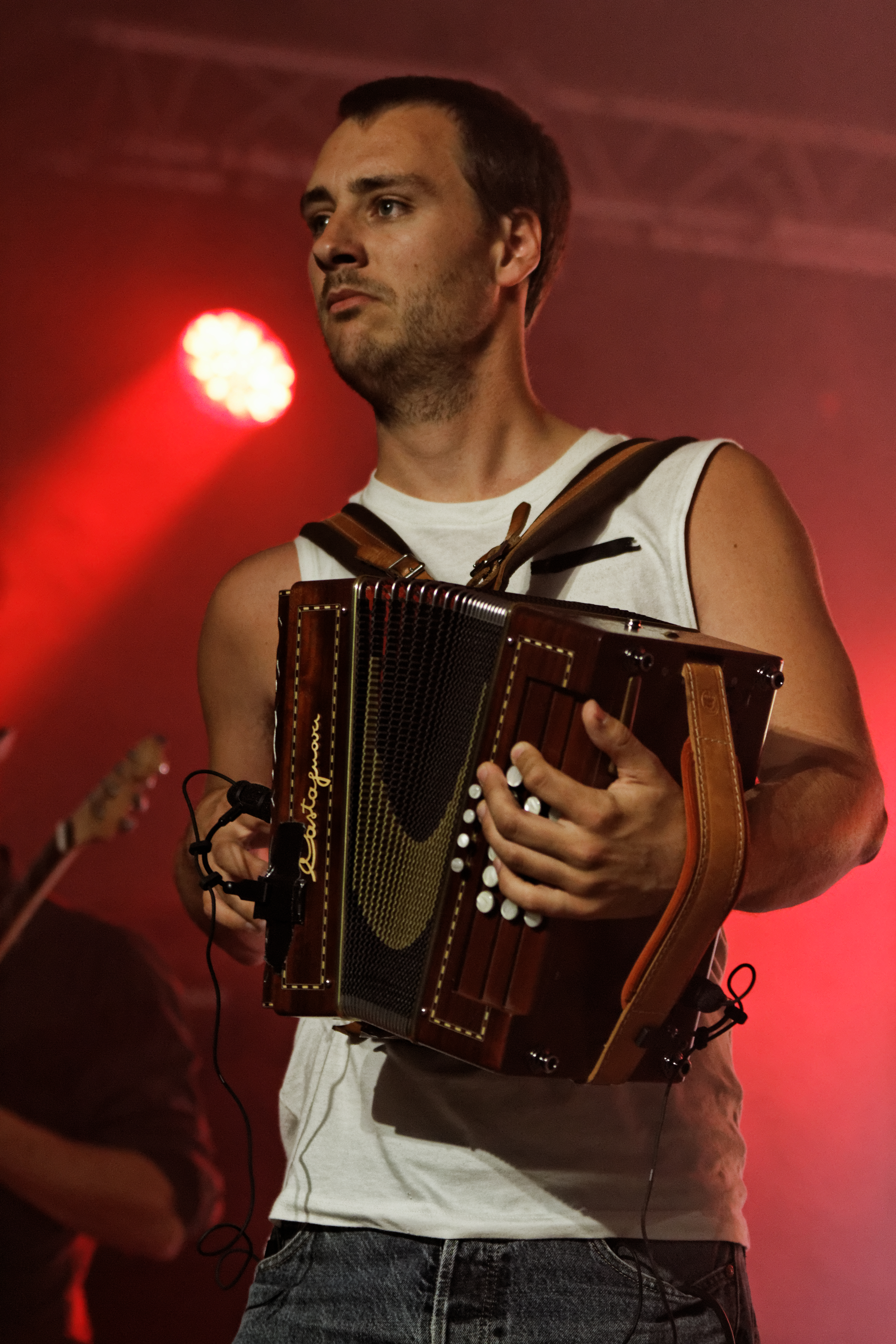
Tangi Le Gall-Carré
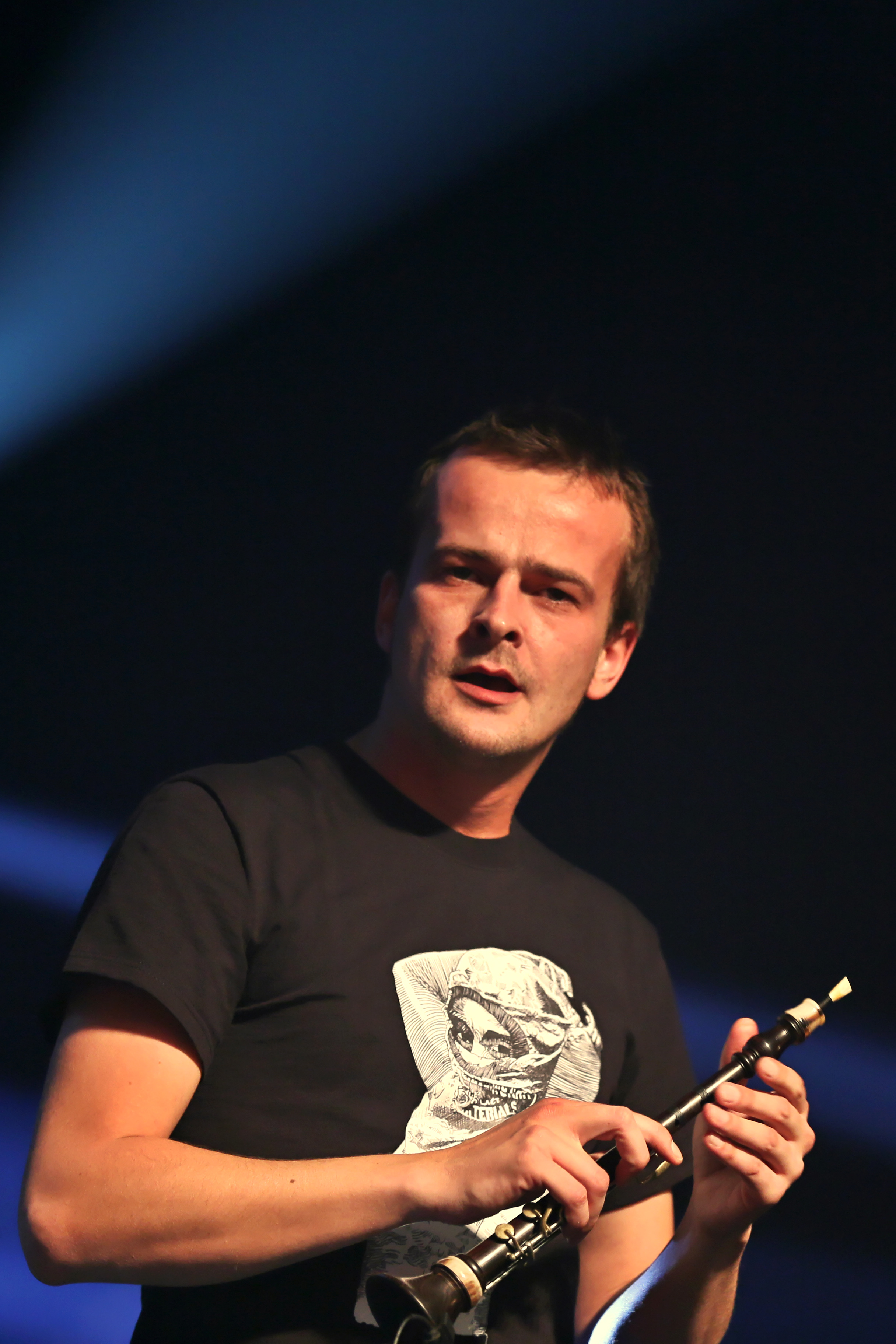
Youenn Roue
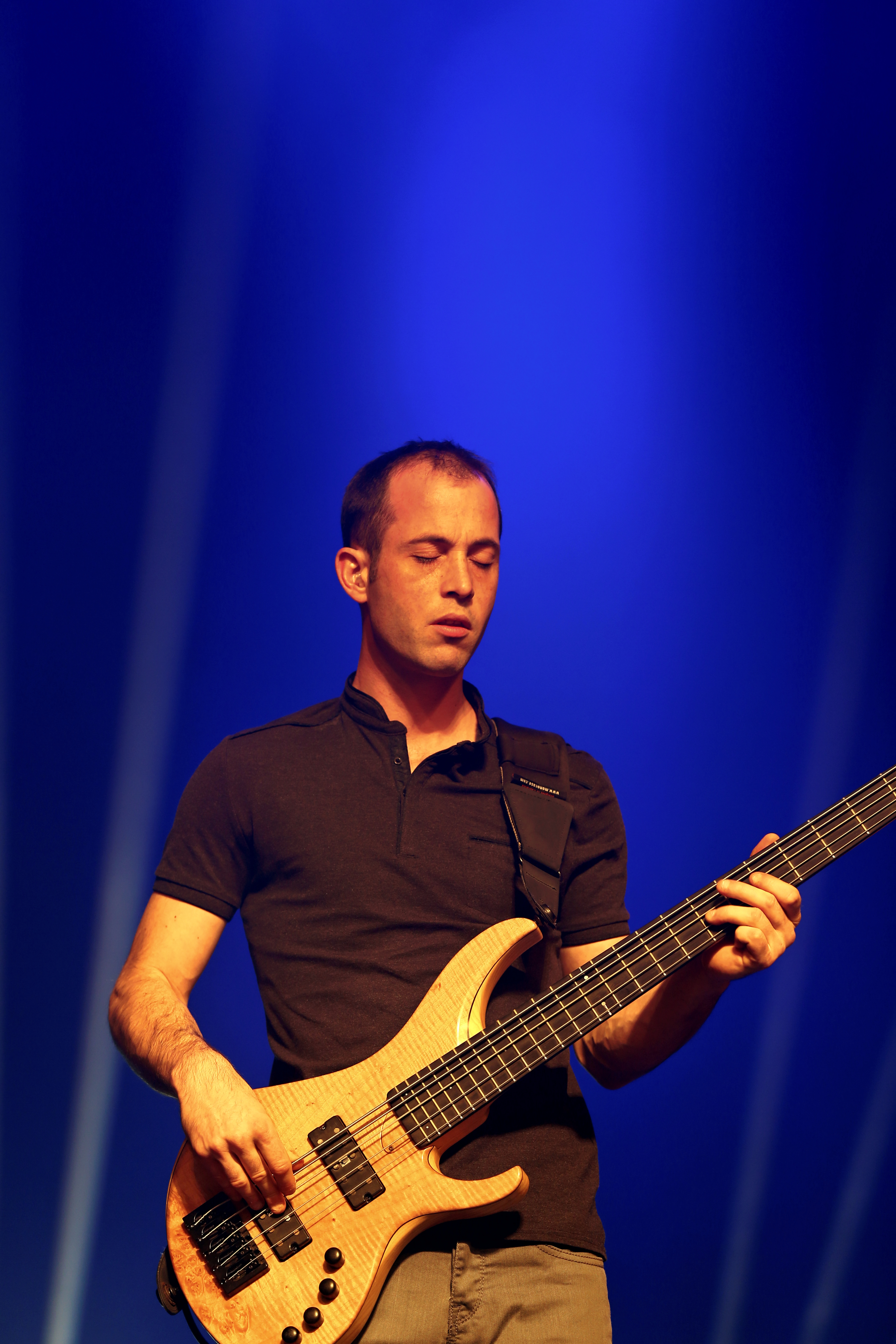
Julien  Stevenin

### Anciens membres
- Lionel  Le Page : biniou kozh, uilleann pipes (2013-2024)
- Kaou Gwenn : percussions, cajon, derbouka (2004-2015)
- Konogan An Habask : biniou kozh, uilleann pipes (1997-2013)
- Tangi Ropars : accordéon chromatique (1997-1998)

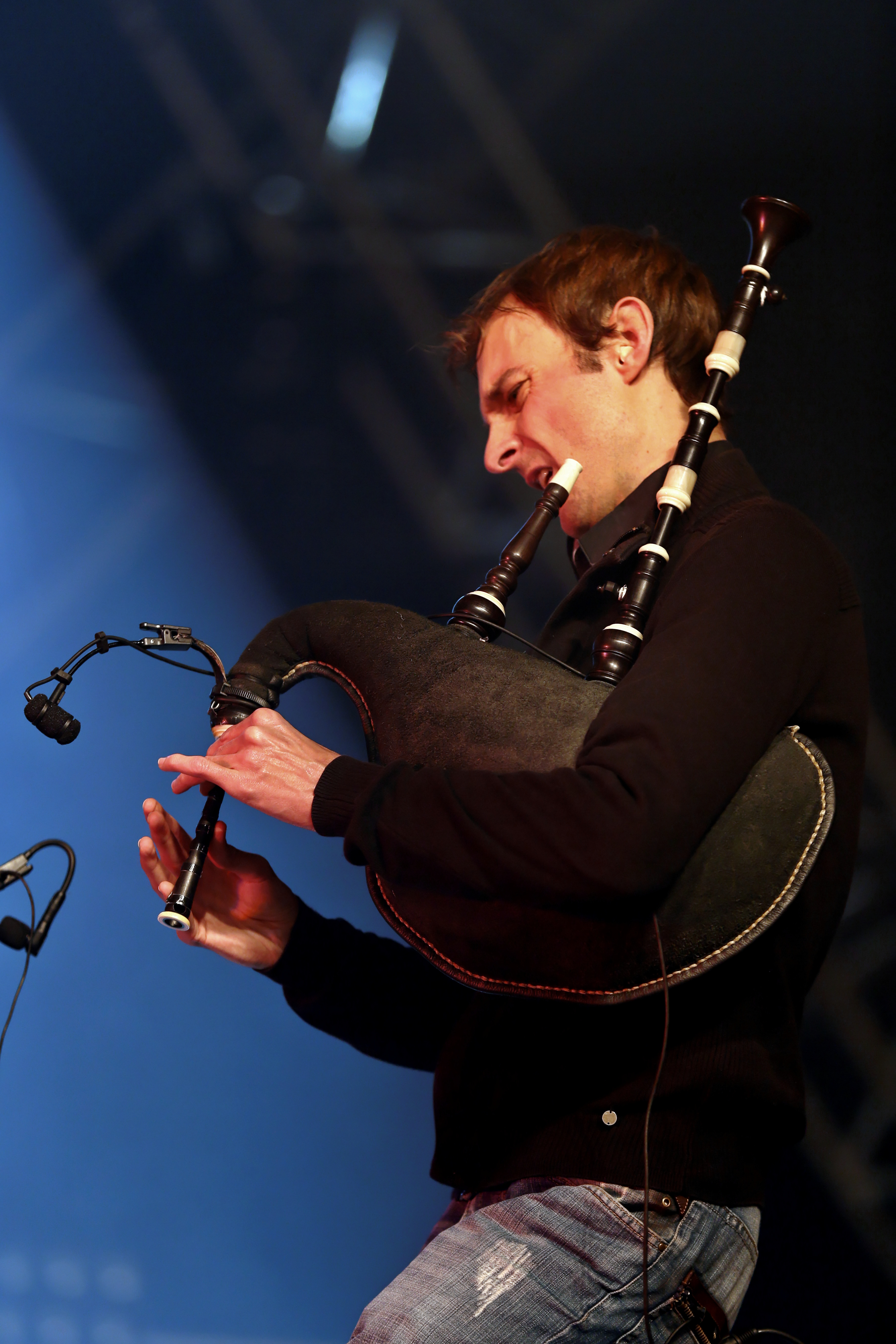
Lionel Le Page
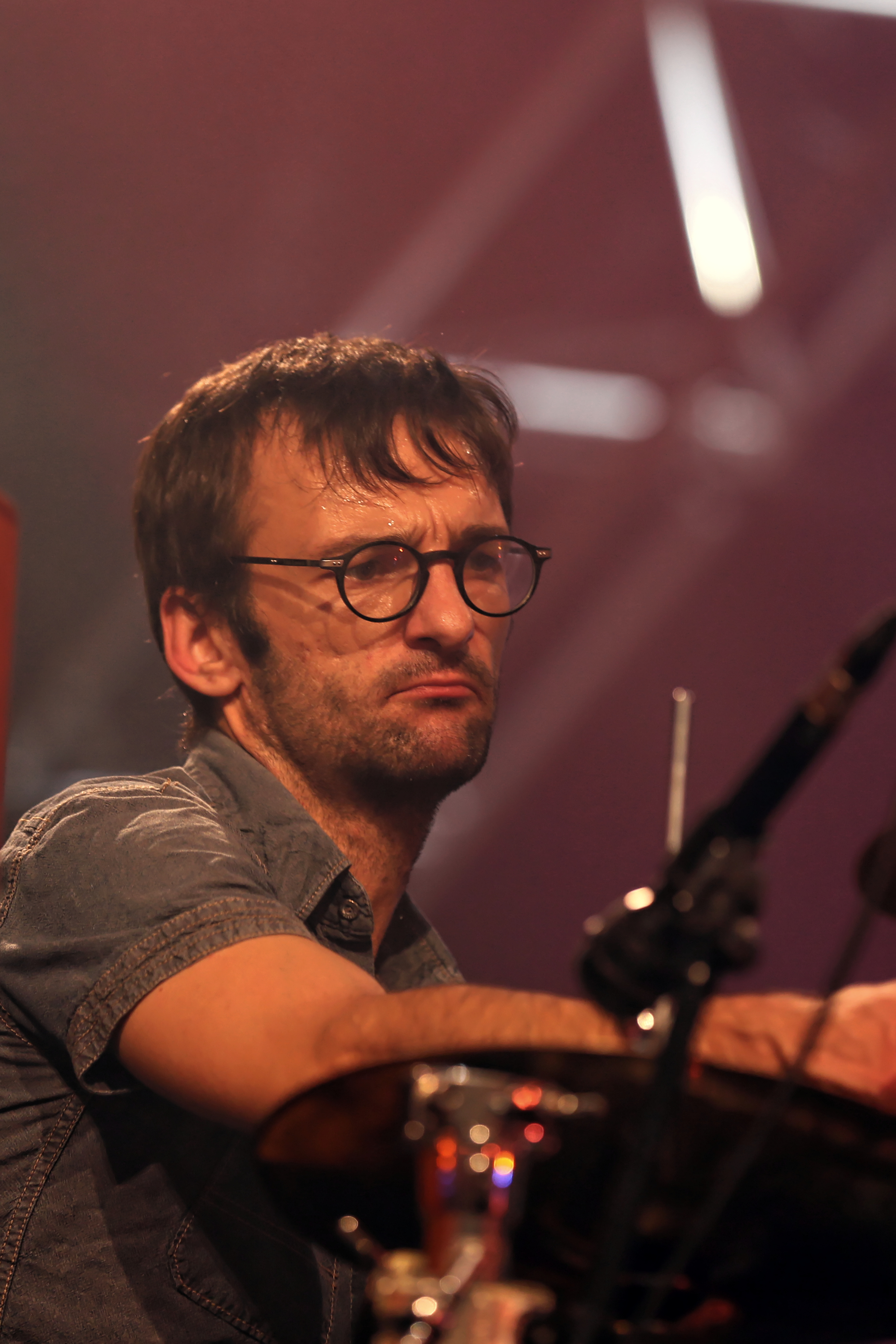
Kaou Gwenn
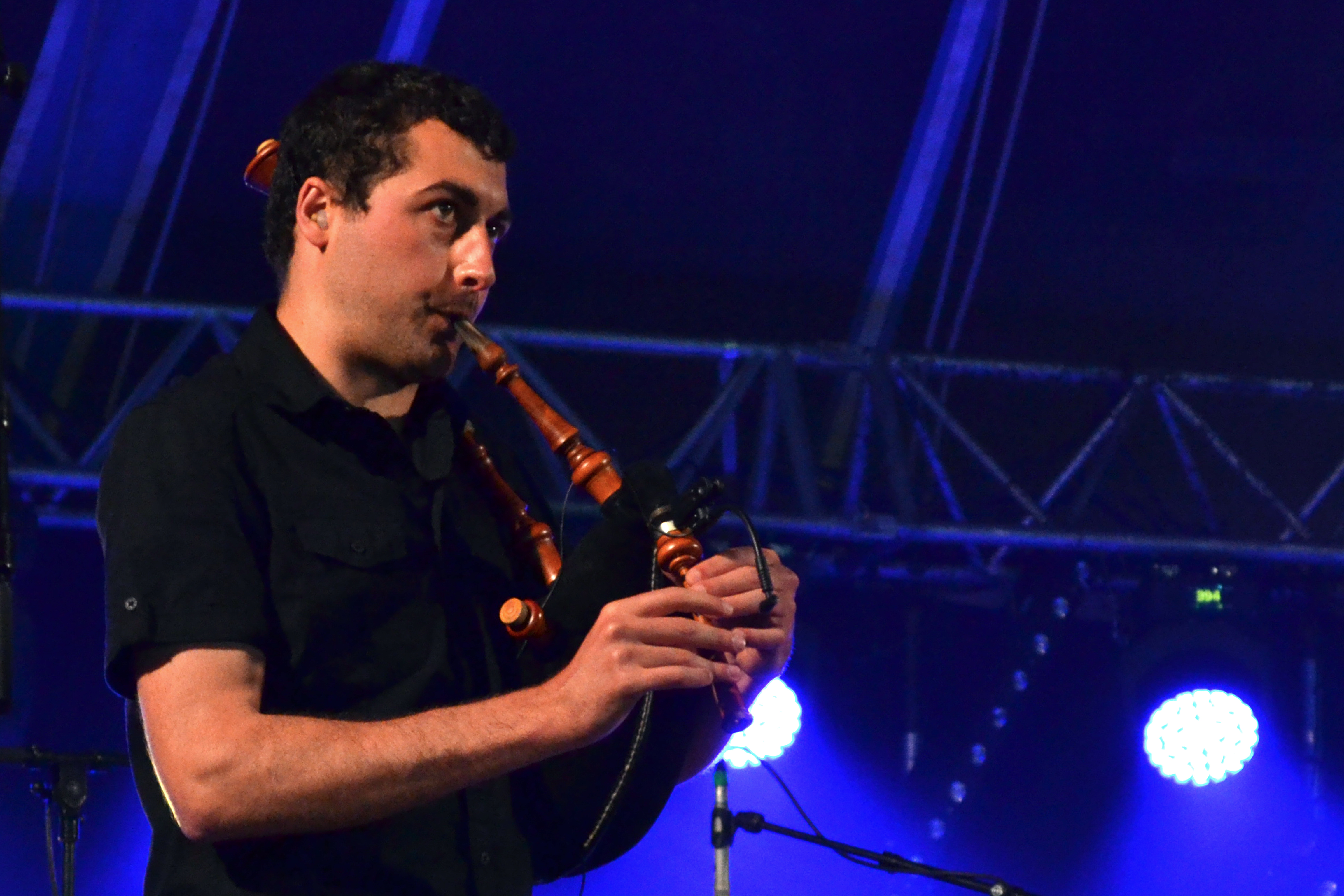
Konogan An Habask

## Discographie
- 2006 : Startijenn (Coop Breizh)
- 2008 : Pakit Holl ! (Paker Prod / Coop Breizh)
- 2010 : Kreiz da Fas ! (Paker Prod / Coop Breizh)
- 2013 : Startijenn - El Taqa Live (Paker Prod / Coop Breizh)
- 2015 : Skeud (Paker Prod / Coop Breizh)
- 2016 : Paker Tour - Live (Paker Prod / Coop Breizh)
- 2020 : EP Startijenn & Cyril Atef - live @ les vieilles charrues (Paker Prod / Believe)
- 2022 : Talm Ur Galon (Paker Prod / Coop Breizh)